# Lê Ngọc Nam (tướng công an)
Lê Ngọc Nam (sinh năm 1953) là Trung tướng Công an nhân dân Việt Nam. Ông từng giữ chức vụ Phó Tổng cục trưởng Tổng cục Xây dựng lực lượng Công an nhân dân, Bộ Công an, Giám đốc Công an thành phố Đà Nẵng.

## Tiểu sử
Lê Ngọc Nam sinh năm 1953 ở xã Tây Hồ , thuộc Huyện Thọ xuân, tỉnh Thanh hóa
. Xã Cẩm Thanh ở hạ lưu sông Thu Bồn là điểm nóng trong hai cuộc chiến tranh chống Pháp và chống Mỹ và chịu nhiều đau thương. Xã có tới 710 liệt sĩ trên tổng số 5000 dân.
Cha Lê Ngọc Nam bị giặc giết hại nên ông mồ côi cha từ khi chưa lọt lòng mẹ.
Lúc năm tuổi ông đã theo mẹ ghé thăm nhiều nhà tù do quân xâm lược dựng lên.
Từ năm 10 tuổi, ông bí mật tham gia cách mạng. Căn nhà nơi ông ở từng nuôi giấu nhiều cán bộ cấp cao của cách mạng như Phan Ngọc Nhân (Anh hùng Lực lượng vũ trang nhân dân, Đội trưởng Đội Trinh sát an ninh vũ trang tỉnh Quảng Đà (cũ)), Võ Như Ngọc (Anh hùng Lực lượng vũ trang nhân dân, trinh sát vũ trang Quảng Đà). Mẹ ông thường căn dặn ông phải tuyệt đối trung thành với cách mạng và sẵn sàng chịu nhục hình tra tấn kiên quyết không khai báo thông tin về cán bộ khi bị giặc bắt.
Năm 11 tuổi (1964), ông làm giao liên vận chuyển thư tín của cấp trên xuống cơ sở ở địa bàn xã Cẩm Thanh.
Năm 14 tuổi, ông thoát li khỏi gia đình làm giao liên ở văn phòng Thị ủy Hội An. Ông hoạt động trong lòng địch và đi lại giữa hai vùng chiến sự của địch và ta, từng nhiều lần vượt sông Thu Bồn để chuyển tài liệu khẩn cấp.
Ông trải qua hơn 50 năm hoạt động cách mạng, trong đó có 40 năm phục vụ trong lực lượng công an.
Ông từng giữ chức vụ Trưởng phòng Tình báo Công an tỉnh Quảng Nam - Đà Nẵng.
Từ tháng 1 năm 2003 đến tháng 7 năm 2005, ông là Đại tá Công an nhân dân, Giám đốc Công an thành phố Đà Nẵng.
Ngày 25 tháng 4 năm 2007, Thủ tướng Chính phủ Việt Nam Nguyễn Tấn Dũng đã kí quyết định thăng quân hàm cho ông từ Đại tá lên Thiếu tướng Công an nhân dân Việt Nam. Lúc này ông đang là Phó Tổng cục trưởng Tổng cục Xây dựng Lực lượng, Bộ Công an.
Năm 2012, Lê Ngọc Nam là Thiếu tướng Công an nhân dân Việt Nam, Phó Tổng cục trưởng Tổng cục Xây dựng lực lượng Công an nhân dân, Bộ Công an, thành viên Hội đồng cấp Nhà nước xét tặng danh hiệu "Nghệ sĩ Nhân dân", "Nghệ sĩ Ưu tú" lần thứ 7.
Tháng 9 năm 2013, ông là Trung tướng Công an nhân dân Việt Nam, Phó Tổng cục trưởng Tổng cục Xây dựng lực lượng Công an nhân dân, Bộ Công an.
Lê Ngọc Nam còn biết làm thơ (nghiệp dư). Một số tác phẩm của ông đã được phổ nhạc thành bài hát, như bài "Đêm Mê Kông", "Về thăm đồng đội" do nhạc sĩ Minh Đức phổ nhạc.

## Phong tặng

### Lịch sử thụ phong quân hàm
- Thiếu tướng Công an nhân dân Việt Nam (thụ phong ngày 25/4/2007)
- Trung tướng Công an nhân dân Việt Nam (năm 2012 hoặc 2013)

### Huân huy chương
- Huân chương Quân công hạng Ba (được trao ngày 27 tháng 9 năm 2013)[9]

## Tác phẩm
- Sách Lê Ngọc Nam, "Chuyện đời tự kể" (Hồi kí Năm tháng không quên), Nhà xuất bản Công an nhân dân, 160 trang, 2014.[2][3] Tác phẩm này là một trong ba tác phẩm xuất sắc nhất Cuộc thi viết tiểu thuyết, truyện và ký về đề tài "Vì an ninh Tổ quốc và bình yên cuộc sống" do Bộ Công an Việt Nam và Hội Nhà văn Việt Nam đồng tổ chức trong ba năm từ năm 2012 đến năm 2015.[2]